# Castianeira dubia (Mello-Leitão)
Castianeira dubia là một loài nhện trong họ Corinnidae.
Loài này thuộc chi Castianeira. Castianeira dubia được Cândido Firmino de Mello-Leitão miêu tả năm 1922.

## Zie ook
- Castianeira dubia (Pickard-Cambridge)